# Jörg Matysik
Jörg Matysik (* 13. Mai 1964 in Essen) ist ein deutscher Chemiker. Er lehrt seit 2013 als Professor am Institut für Analytische Chemie der Universität Leipzig, wo er die Arbeitsgruppe Molekülspektroskopie leitet.

## Leben
Jörg Matysik begann nach Chemielaborantenlehre (Fachrichtung Steinkohlenbergbau) und zivilem Ersatzdienst als Freiwilliger der Aktion Sühnezeichen Friedensdienste im Altenheim Beit Achwa in Tel Aviv 1987 mit dem Studium der Chemie an der Universität-Gesamthochschule Essen (Uni-GH Essen), unter anderem bei Bernhard Schrader, das er 1992 mit dem Diplom beendete. 1995 wurde er mit einer am Max-Planck-Institut für Strahlenchemie, Mülheim an der Ruhr unter der Betreuung von Kurt Schaffner und Peter Hildebrandt ausgeführten Arbeit über Raman-Spektroskopie an der Uni-GH Essen in Chemie promoviert.
Anschließend arbeitete er als Post-Doktorand zwei Jahre am Institute for Molecular Sciences in Okazaki, Japan. Danach war er Marie-Curie-Fellow und Casimir-Ziegler-Stipendiat an der Universität Leiden, wo er von 2000 bis 2012 als Assistenzprofessor (universitair docent) angestellt war.
Im Jahr 2013 wurde er als Nachfolger von Stefan Berger auf eine W3-Professur für Molekülspektroskopie an die Universität Leipzig berufen, wo er Direktor des Instituts für Analytische Chemie und Leiter des Aufbaustudiums „Analytik & Spektroskopie“ ist.
Seit 2021 ist er Vorsitzender der Fachgruppe Magnetische Resonanz (FGMR) der Gesellschaft Deutscher Chemiker (GDCh), Mitglied des Komitees der Gruppe AMPERE und Berater des Nationalen Forschungsdateninfrastruktur-Konsortiums Chemie (NFDI4Chem). Seit 2023 ist er Sprecher des Interregio-Sonderforschungsbereichs 386 (Hyperpolarisation in molekularen Systemen).

## Forschung
Die Arbeitsgruppe von Jörg Matysik beschäftigt sich mit Methodenentwicklung und Anwendung der Kernspinresonanzspektroskopie (NMR), insbesondere an der Signalverstärkung durch optische Hyperpolarisierung, z. B. mit Hilfe des Festkörper-Photo-CIDNP-Effekts. Zudem werden auch funktionelle Mechanismen von Proteinen untersucht, zum Beispiel von Elektrontransfer-Proteinen, Fotorezeptoren und Kunststoff-zersetzenden Enzymen.

## Auszeichnungen
- 1995: Stipendiat der Japan Society for the Promotion of Science (JSPS)
- 1996: Stipendiat der Alexander-von-Humboldt-Stiftung
- 1998: Marie-Curie-Stipendiat für Biotechnologie
- 2000: Casimir-Ziegler-Stipendiat der Akademien der Wissenschaft in Amsterdam und Düsseldorf
- 2001: Jonge-Chemici-Preis der Nederlandse Organisatie voor Wetenschappelijk Onderzoek (NWO)
- 2003: Vidi-Preis der Nederlandse Organisatie voor Wetenschappelijk Onderzoek (NWO)
- 2014: Clemens-Winkler-Vorlesung, TU Bergakademie Freiberg

## Schriften
vollständige Publikationsliste z. B. hier
- mit A. Alia, Peter Gast, Hans J. van Gorkom, Arnold J. Hoff und Huub J.M. de Groot: Photochemically induced nuclear spin polarization in reaction centers of photosystem II observed by 13C-solid-state NMR reveals a strongly asymmetric electronic structure of the P680(.+) primary donor chlorophyll. Proc. Nat. Acad. Sci. USA 97, 9865-9870, 2000.
- mit Alia, B. Bhalu und P. Mohanty: Molecular mechanisms of quenching of reactive oxygen species by proline under stress in plants, Current Science 82, 525-532, 2002.
- mit Eugenio Daviso, Shipra Prakash, A. Alia, Peter Gast, Johannes Neugebauer und Gunnar Jeschke: The electronic structure of the primary electron donor of reaction centers of purple bacteria at atomic resolution as observed by photo-CIDNP C-13 NMR, Proc. Nat. Acad. Sci. USA 106, 52, 22281-22286, 2009.
- mit Chen Song, Georgios Psakis, Christina Lang, Jo Mailliet, Wolfgang Gärtner und Jon Hughes: Two ground state isoforms and a chromophore D-ring photoflip triggering extensive intramolecular changes in a canonical phytochrome, Proc. Nat. Acad. Sci USA 108, 3842-3847, 2011.
- mit Smitha Surendran Thamarath, Bela E. Bode, Shipra Prakash, Karthick Babu Sai Sankar Gupta, A. Alia und Gunnar Jeschke: Electron spin density distribution in the special pair triplet of Rhodobacter sphaeroides R26 revealed by magnetic field dependence of the solid-state photo-CIDNP effect. J. Am. Chem. Soc. 134, 5921-5930, 2012.
- mit Denis Sosnovsky, Gunnar Jeschke, Hans-Martin Vieth, Konstantin Ivanov: Level crossing analysis of chemically induced dynamic nuclear polarization: Towards a common description of liquid-state and solid-state cases. J. Chem. Phys. 144, 144202, 2016.
- mit Daniel Gräsing, Pavlo Bielytskyi, Isaac F. Céspedes-Camacho, A. Alia, Thorsten Marquardsen und Frank Engelke: Field-cycling NMR with high-resolution detection under magic-angle spinning: determination of field-window for nuclear hyperpolarization in a photosynthetic reaction center. Scientific Reports 7, 12111, 2017.
- mit Geertje Janssen, Pavlo Bielytskyi, Denis G. Artiukhin, Johannes Neugebauer, Huub J. M.de Groot, HJM und A. Alia: Photochemically induced dynamic nuclear polarization NMR on photosystem II: donor cofactor observed in entire plant. Scientific Reports 8, 17853, 2018.
- mit Yonghong Ding, Alexey S. Kiryutin, Ziyue Zhao, Qian‐Zhao Xu, Kai‐Hong Zhao, Patrick Kurle, Saskia Bannister, Tilman Kottke, Renad Z. Sagdeev, Konstantin L. Ivanov und Alexandra V. Yurkovskaya: Tailored flavoproteins acting as light‐driven spin machines pump nuclear hyperpolarization. Scientific Reports 10, 18658, 2020.
- mit Christian Sonnendecker et al.: Low carbon footprint recycling of post-consumer PET plastic with a metagenomic polyester hydrolase. ChemSusChem 15, e202101062, 2022.
- mit Yonghong Ding, Yunmi Kim, Patrick Kurle, Alexandra Yurkovskaya, Konstantin Ivanov und A. Alia: Photo-CIDNP in solid state (Review). Applied Magnetic Resonance 53, 521-537 (2022).
- mit Patricia Falkenstein, Ziyue Zhao, Ania Di Pede-Mattatelli, Georg Künze, Michael Sommer, Christian Sonnendecker, Wolfgang Zimmermann, Francesco Colizzi und Chen Song: On the binding mode and molecular mechanism of the enzymatic terephthalate degradation. ACS Catalysis 13, 6913-6933, 2023.
- mit Lisa Köhler, Georgeta Salvan, Christian Wiebeler und Chen Song: Photocycle of a cyanobacteriochrome: Charge defect on ring C impairs conjugation in chromophore. Chemical Science, online, 2023.
- mit James Eills, Dmitry Budker, Silvia Cavagnero, Eduard Y. Chekmenev, Stuart J. Elliott, Sami Jannin, Anne Lesage, Thomas Meersmann, Thomas Prisner, Jeffrey A. Reimer, Hanming Yang, Igor V. Koptyug: Spin hyperpolarization in modern magnetic resonance. Chemical Reviews 123, 1417-1551 (2023).
- mit P. Konstantin Richter, Paula Blázquez-Sánchez, Ziyue Zhao, Felipe Engelsberger, Christian Wiebeler, Georg Künze, Ronny Frank, Dana Krinke, Emanuele Frezzotti, Yuliia Lihanova, Patricia Falkenstein, Wolfgang Zimmermann, Norbert Sträter, Christian Sonnendecker: Structure and function of the metagenomic plastic-degrading polyester hydrolase PHL7 bound to its product. Nature Communications 14, 1905 (2023). DOI:10.1038/s41467-023-37415-x.
- mit Muhamed N.H. Eeza, Yi Ding, J. He, Zain Zuberi, Hans J. Baelde, Herman P. Spaink, A. Alia: Probing microstructural changes in muscles of leptin-deficient zebrafish by non-invasive ex-vivo magnetic resonance microimaging, PLOS ONE (2023) 18, e0284215. DOI:10.1371/journal.pone.0284215.
- mit Mark Annunziato, Narmin Bashirova, Muhamed N. H. Eeza, Ariel Lawson, Francisco Fernandez-Lima, Lilian V. Tose, A. Alia, John P. Berry: An integrated metabolomics-based model, and identification of potential biomarkers, of perfluorooctane sulfonic acid (PFOS) toxicity in zebrafish embryos. Environmental Toxicology and Chemistry (2024) 43, 896-914. DOI:10.1002/etc.5824.
- mit Patrick Kurle-Tucholski, Lisa Köhler, Ruonan Qin, Ziyue Zhao, Christian Wiebeler, Mantas Šimėnas, Andreas Pöppl: Red-shift in the absorption spectrum of phototropin LOV1 upon formation of semiquinone radical: Reconstructing the orbital architecture. J. Phys. Chem. B (2024) 128, 4344-4353. DOI:10.1021/acs.jpcb.4c00397.
- mit Yunmi Kim, Daniel Gräsing, A. Alia, Christian Wiebeler: Solid-state NMR analysis of the dynamics of cofactors in heliobacterial reaction centers, J. Phys. Chem. B (2024) 128, 47, 11525-11545. DOI:10.1021/acs.jpcb.4c04082.

## Gesellschaftliche Aktivitäten in Bezug auf COVID
Im Januar 2022 schrieb Matysik zusammen mit seinen Chemikerkollegen Gerald Dyker (Ruhr-Universität Bochum), Andreas Schnepf (Eberhard Karls Universität Tübingen) und Martin Winkler (Zürcher Hochschule für Angewandte Wissenschaften) offene Briefe an Biontech-Gründer Uğur Şahin und an das Paul-Ehrlich-Institut (PEI), die in der Berliner Zeitung veröffentlicht wurden. Darin stellten die Wissenschaftler Fragen zur Richtigkeit des Beipackzettels für den COVID-19-Impfstoff, Qualitätskontrolle und Toxizität der Inhaltsstoffe. Da der Beipackzettel angab, dass die Substanz farblos sei und bei Verfärbung verworfen werden müsse, fragten sie unter anderem, wie eine von der Partikelgröße u. U. gerade so Rayleigh-streuende Substanz farblos sein könne. Firma BioNTech antwortete, dass die Substanz gar nicht farblos, sondern „gebrochen weiß oder cremeweiß“ sei. Das PEI erteilte den Fragestellern im Juli 2022 per Bescheid mit, dass es keine Informationen zu den eigenen behördlichen Qualitätstests mitteilen werde. Während die Professoren für die nach der Impfung schnell auftretenden Nebenwirkungen toxische oder allergische Reaktionen vermuten, erklärte in einer Gegenrede der Molekularbiologe Emmanuel Wyler diese mit völlig normalen und allseits bekannten biologischen Wirkungen von Impfungen. Eine Klage vor dem Verwaltungsgericht Darmstadt gegen das PEI zur Herausgabe der analytischen Daten ist bislang (Juli 2025) nicht verhandelt worden.
Nach Veröffentlichung einer wissenschaftlichen Publikation aus Dänemark im Januar 2023 und Tschechien 2024, die die Impfstoff-Chargen in Gefährlichkeitsstufen bzgl. möglichen Verdachtsfällen von normalen aber unerwünschten Impfreaktionen einteilt, schrieben die Professoren, nun mit dem Physiker Tobias Unruh (Friedrich-Alexander-Universität Erlangen) als weiterem Autor, erneut einen Brief an Biontech und das PEI, ohne eine Antwort erhalten zu haben.
Alle diese Aussagen wurden zusätzlich mehrfach online veröffentlicht.
Mulroney et al. berichteten im Dezember 2023 in der Zeitschrift „Nature“, dass es aufgrund der chemischen Modifizierung der mRNA (Austausch von natürlichem Uridin durch unnatürliches N1-Methylpseudouridin) bei der biologischen Translation zu einem sogenannten ribosomalen Shift, also zu veränderten Proteinen kommen kann. Eine Anfrage der Professoren an das PEI, die die Berliner Zeitung veröffentlichte, blieb unbeantwortet. Auch auf eine Nachfrage der Professoren zur Arbeit von Garcia-Fossa und Bispo De Jesus zur Impfstoff-induzierten Migration von Krebszellen, erschienen im Februar 2024 in der Zeitschrift „Nanotoxicology“, blieb unbeantwortet.
Nach Veröffentlichung der ungeschwärzten Protokolle des Krisenstabs des Robert-Koch-Instituts (RKI) durch die Journalistin Aya Velázquez im Juli 2024 forderten die fünf Professoren zusammen mit Rechtsanwältin Brigitte Röhrig in der Berliner Zeitung einen radikalen Neuanfang am RKI: Das Weisungsrecht der Politik darf keine wissenschaftlichen Ergebnisse beeinflussen und verbeamtete Wissenschaftler müssen gegen gesetzeswidrige Weisungen remonstrieren. Wie sich aus den Zweifeln der Autoren, denen begründete wissenschaftliche Argumente entgegen stehen, diese Rechtspflicht ableiten soll, lassen die Autoren offen.  In einem öffentlichen Aufruf forderten die Wissenschaftler im Dezember 2024 die deutschen Wissenschaftsorganisationen auf, die Grundsätze der guten Wissenschaftlichen Praxis vor dem Weisungsgebot zu schützen.
Im April 2025 beklagten die Wissenschaftler im Open-Source-Teil der Berliner Zeitung, dass die Unterlagen der Europäischen Arzneimittel-Agentur EMA, die sie dort vor drei Jahren angefragt hatten, nun stark geschwärzt herausgegeben wurden, obwohl inzwischen viele dieser Dokumente, auch von anderen Regierungen, freigegeben worden sind. Die in diesen Beitrag ebenfalls angeführten Aussage zur angeblichen Verunreinigung des Biontech mRNA-Impfstoffs mit DNA, wird als wissenschaftlich widerlegt betrachtet.
Ein im Juni 2025 gegen Matysik gerichteter Protest, welcher sich nicht nur aber auch auf seine Aktivitäten zu COVID bezog, wurde u. a. in der Leipziger Zeitung thematisiert. Der Stura der Universität Leipzig fordert dabei eine „kritische Auseinandersetzung“ mit der Personalie Matysik. Wahrscheinlich wurde Matysik von der Universität Leipzig in der Folge des Protests aufgefordert, seine privaten Blog (im dem er u. a. über seine Aktivitäten in Sachen  COVID ausführlich berichtet) und seine universitäre Belange stärker voneinander zu trennen.